# Anusvara
L'anusvara (sanscrito: अनुस्वारः anusvāra) è il segno diacritico utilizzato nelle scritture brahmi per indicare una nasalizzazione. A seconda del linguaggio in cui è utilizzato e della località in cui si parla, la sua pronuncia può variare molto.

## Alfabeto devanāgarī
Nell'alfabeto devanagari l'anusvara è rappresentato con il punto sovrascritto (ं, bindu). Nell'IAST, il simbolo corrispondente è una "m" con il punto sottoscritto (ṃ).

### Sanscrito
Nel sanscrito vedico, l'anusvāra (letteralmente, "dopo il suono") è un suono che si presenta come un allofono di /m/ (riferendosi ad un morfema agli estremi della parola) o /n/ (internamente alla parola), se preceduto da una vocale e seguito da una consonante fricativa (/ɕ/, /ʂ/, /s/ o /h/).

### Hindi
Nella lingua hindi standard, l'anusvara è tradizionalmente definito come la rappresentazione di una consonante nasale omorganica ad una consonante occlusiva, in opposizione al chandrabindu (anunāsika), che indica la nasalizzazione di una vocale.

## Altri alfabeti
L'anusvara viene utilizzato anche dagli altri alfabeti derivati dalle scritture Brahmi.

### Bengali
Nell'alfabeto bengalese il segno diacritico dell'anusvara (bengali: অনুস্বার onushshar) è rappresentato mediante un cerchio su una linea obliqua (ং) e si legge [ŋ]. È utilizzato anche per scrivere il nome della lingua bengalese (বাংলা, [baŋla])

### Singalese
Nell'alfabeto singalese l'anusvara non è un segno diacritico, ma un grafema indipendente. Esso ha una forma circolare (ං), motivo per cui in singalese è chiamato binduva, che significa "punto". Tale grafema rappresenta il suono /ŋ/ alla fine di una sillaba. È utilizzato anche per scrivere il nome della lingua singalese (සිංහල, [ˈsiŋɦələ]).

## Anunasika
L''anunasika' (IAST: anunāsika) è una forma di nasalizzazione vocalica, spesso rappresentata da un anusavara. È una forma di nasalizzazione con bocca aperta, molto simile alla nasalizzazione delle vocali seguite da "n" o "m" nel francese parigino. Quando "n" o "m" seguono una vocale, queste diventano silenti e ciò fa sì che la precedente vocale si nasalizzi (pronunciata con il palato molle esteso verso il basso, in modo da far passare parte dell'aria attraverso le narici). L'anunasika è talvolta chiamato "punto sottoscritto" ((EN) subdot) a causa della sua rappresentazione nel sistema di trascrizione dell'alfabeto sanscrito IAST.
In devanagari e nelle ortografie correlate, è rappresentato con un diacritico chandrabindu (ad esempio, मँ ).
In lingua birmana, l'anunasika, chiamato သေးသေးတင် (θé ðé tɪ̀ɴ) e rappresentato come ံ, crea un suono /-ɴ/ nasalizzato in finale di sillaba quando è posizionato come punto al di sopra di una lettera. L'anunasika rappresenta la -m finale di sillaba tipica della Lingua pāli.

## Unicode
| Alfabeto   | Segno | Esempio | Unicode       |
| ---------- | ----- | ------- | ------------- |
| Bengali    | ং      | কং       | U+0982 (2434) |
| Devanagari | ं      | कं       | U+0902 (2306) |
| Gujarati   | ં      | કં       | U+0A82 (2690) |
| Gurmukhi   | ਂ      | ਕਂ       | U+0A02 (2562) |
| Kannada    | ಂ      | ಕಂ       | U+0C82 (3202) |
| Malayalam  | ം      | കം       | U+0D02 (3330) |
| Oriya      | ଂ      | କଂ       | U+0B02 (2818) |
| Singalese  | ං      | කං       | U+0D82 (3458) |
| Telugu     | ం      | కం       | U+0C15 (3093) |

| Alfabeto  | Segno | Esempio | Unicode |
| --------- | ----- | ------- | ------- |
| Balinese  | ᬂ      | ᬓᬂ       | U+1B02  |
| Birmano   | ံ      | ကံ       | U+1036  |
| Giavanese | ꦁ      | ꦏꦁ       | U+A981  |
| Khmer     | ំ      | កំ       | U+17C6  |
| Lao       | ໍ      | ກໍ       | U+0ECD  |
| Sundanese | ᮀ      | ᮊᮀ       | U+1B80  |
| Thai      | ํ      | กํ       | U+0E4D  |